# Peter Funnekötter
Peter Funnekötter (* 11. Juni 1946 in Münster) ist ein ehemaliger deutscher Ruderer, der 1972 die olympische Bronzemedaille im Vierer ohne Steuermann gewann.

## Leben
Im Alter von 14 Jahren wurde Funnekötter durch einen Freund auf den Rudersport aufmerksam. Begann er im Vierer ohne Steuermann, so wechselte er Ende der 1960er-Jahre aufgrund ausbleibender Erfolge in den Zweier ohne Steuermann.
Der Ruderer von der ARV Westfalen Münster war 1969 zusammen mit Wolfgang Plottke Zweiter bei den Deutschen Meisterschaften im Zweier ohne Steuermann. Nach diesem unerwarteten Erfolg wurde Funnekötter ins Leistungszentrum nach Essen eingeladen, woraufhin die intensivste Zeit seiner Sportlerkarriere für den Zahnmedizin-Studenten beginnt. 1970 bildeten die beiden Ruderer zusammen mit Joachim Werner Ehrig und Claus Schneggenburger einen Vierer. Bei den Ruder-Weltmeisterschaften 1970 im kanadischen St. Catherines kam dieser Vierer hinter dem Boot vom SC Einheit Dresden ins Ziel und gewann die Silbermedaille. 1971 rückte Franz Held für Schneggenburger ins Boot. In der Besetzung Plottke, Held, Funnekötter, Ehrig belegte das Boot bei den Ruder-Europameisterschaften 1971 in Kopenhagen den dritten Platz hinter dem Dresdner Vierer und dem Boot aus Norwegen. Bei den Olympischen Spielen 1972 in München fuhr der westdeutsche Vierer in der gleichen Besetzung wie im Vorjahr und belegte erneut den dritten Platz, es siegte der Dresdner Vierer vor dem Boot aus Neuseeland. 1973 gewannen Funnekötter und Plottke mit dem Achter vom RK am Baldeneysee Essen den deutschen Meistertitel.
Er wurde vom Sportbund der Stadt Münster beim Ball des Sports 1972 als Sportler des Jahres ausgezeichnet. Außerdem wurde er am 11. September 1972 durch Verleihung des Silbernen Lorbeerblattes geehrt.
Nach Beendigung seiner aktiven Karriere macht er sein Examen an der Medizinischen Fakultät der Westfälischen Wilhelms-Universität und eröffnete zu Beginn der 1980er Jahre als promovierter Zahnarzt eine eigene Praxis in Münster.